# 西康省藏族自治州
西康省藏族自治州，1950年以原西康省的康定专区辖地设置，为地级行政区。1955年3月改称西康省藏族自治州。自治州人民政府驻康定县。同年10月西康省撤销划划入四川省后，改称甘孜藏族自治州，行政中心移至甘孜县。
1955年以前，
- 自治州直辖：康定、干宁、九龙、丹巴、雅江等五县；
- 甘孜办事处：甘孜、道孚、泸霍、新龙、白玉、石渠、邓柯、德格等八县；
- 理塘办事处：理塘、义敦、乡城、稻城、德荣、巴塘等六县。

1955年以后，
- 自治州直辖：甘孜、道孚、泸霍、新龙、白玉、石渠、邓柯、德格等八县；
- 康定办事处：康定、干宁、九龙、丹巴、雅江等五县；
- 理塘办事处：理塘、义敦、乡城、稻城、德荣、巴塘等六县。